# Bárðarbunga

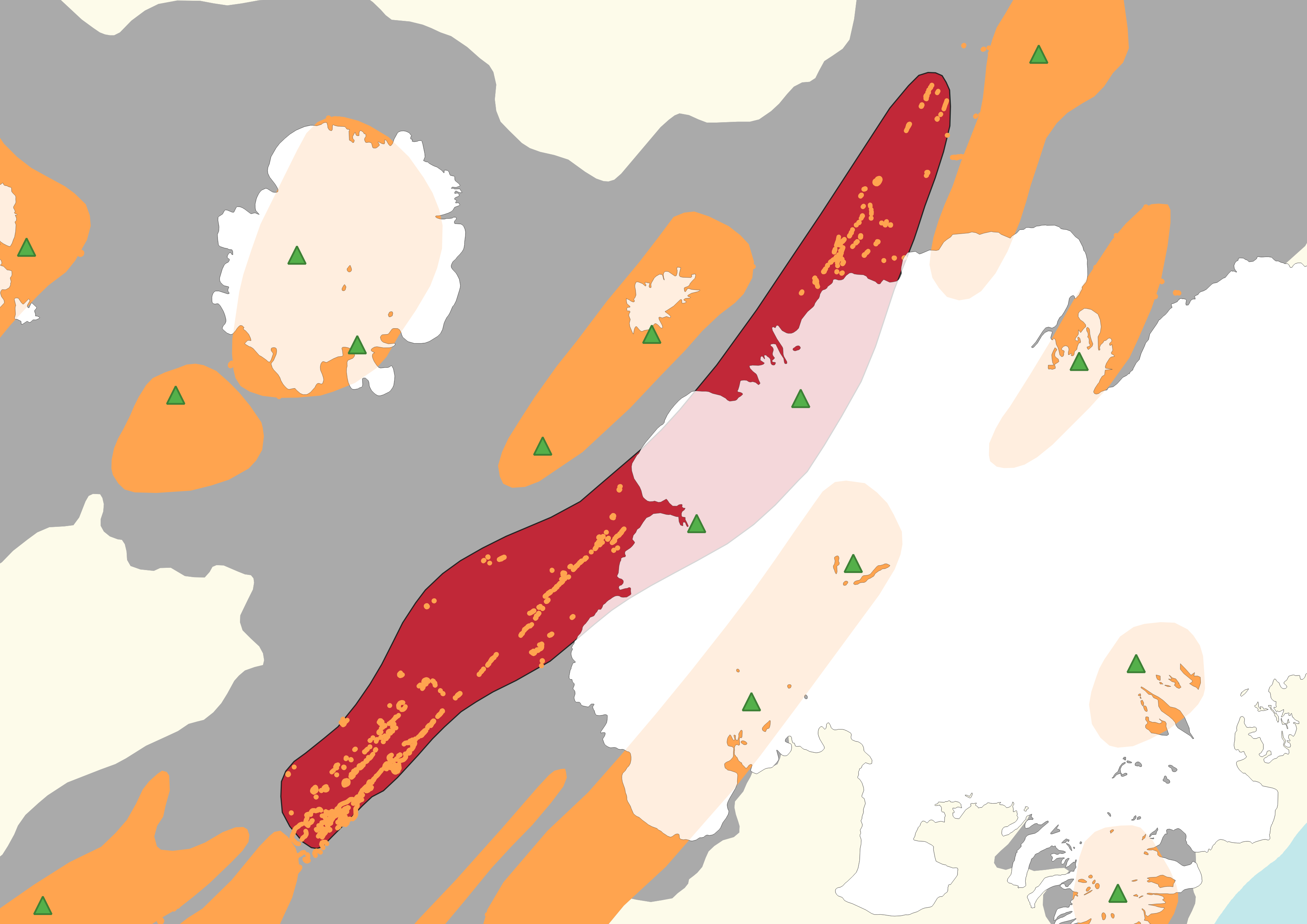
Ligging van het langgestrekte Bárðarbunga-vulkaansysteem hier in het rood aangegeven t.o.v. van Vatnajökull

De Bárðarbunga [ˈbaurðarbuŋka] uitspraakⓘ (in het Nederlands ook gespeld als Bardarbunga) is een vulkaan die bedekt wordt door de Vatnajökull, de grootste gletsjer van IJsland. De vulkaan ligt in een onbewoond gebied, ongeveer 27 kilometer ten noordwesten van de Grímsvötn, een andere vulkaan.
Deze door een ijskap verholen berg van 2009 meter is de op een na hoogste van IJsland; de hoogste is de Hvannadalshnúkur met een hoogte van 2109 m. De Bárðarbunga is een subglaciale stratovulkaan, die nog steeds actief is. Door de geschiedenis heen zijn diverse uitbarstingen geregistreerd, waarvan de laatste in 2014. De caldera van de Bárðarbunga is tot 10 kilometer breed en 700 meter diep, en beslaat een oppervlakte van ongeveer 70 km². Het vulkaansysteem van Bardarbunga is met een lengte van 190 kilometer het grootste van IJsland. De vulkaan is onderdeel van een stelsel van meerdere vulkanen, gelegen op de breuklijn tussen de Noord-Amerikaanse plaat en de Euraziatische plaat. Doordat deze platen uiteen drijven, ontstaan er onder dit gebied diverse vulkanische hotspots, en is er veel seismische activiteit.

## Etymologie
Bárðarbunga ontleent zijn naam aan een IJslands kolonist uit vroeger tijden, de Noorse Viking Bárður Bjarnason (later bekend als Gnúpa-Bárður). Bárðarbunga kan worden vertaald naar "Bárðurs bobbel" or "Bárðurs uitstulping". "Bárðar" is de genitief van "Bárður"; "bunga" betekent 'bolheid' of 'uitstulping'.

## Uitbarsting van 2014-2015
Sinds 16 augustus 2014 zijn er enige duizenden aardbevingen geregistreerd, waarna IJsland het waarschuwingsniveau aanvankelijk verhoogde naar rood. De veertig zwaarste aardbevingen hadden een magnitude van boven de 5 op de schaal van Richter. Met behulp van GPS-sensoren is vastgesteld dat magmabewegingen de aardbevingen veroorzaakt hebben.

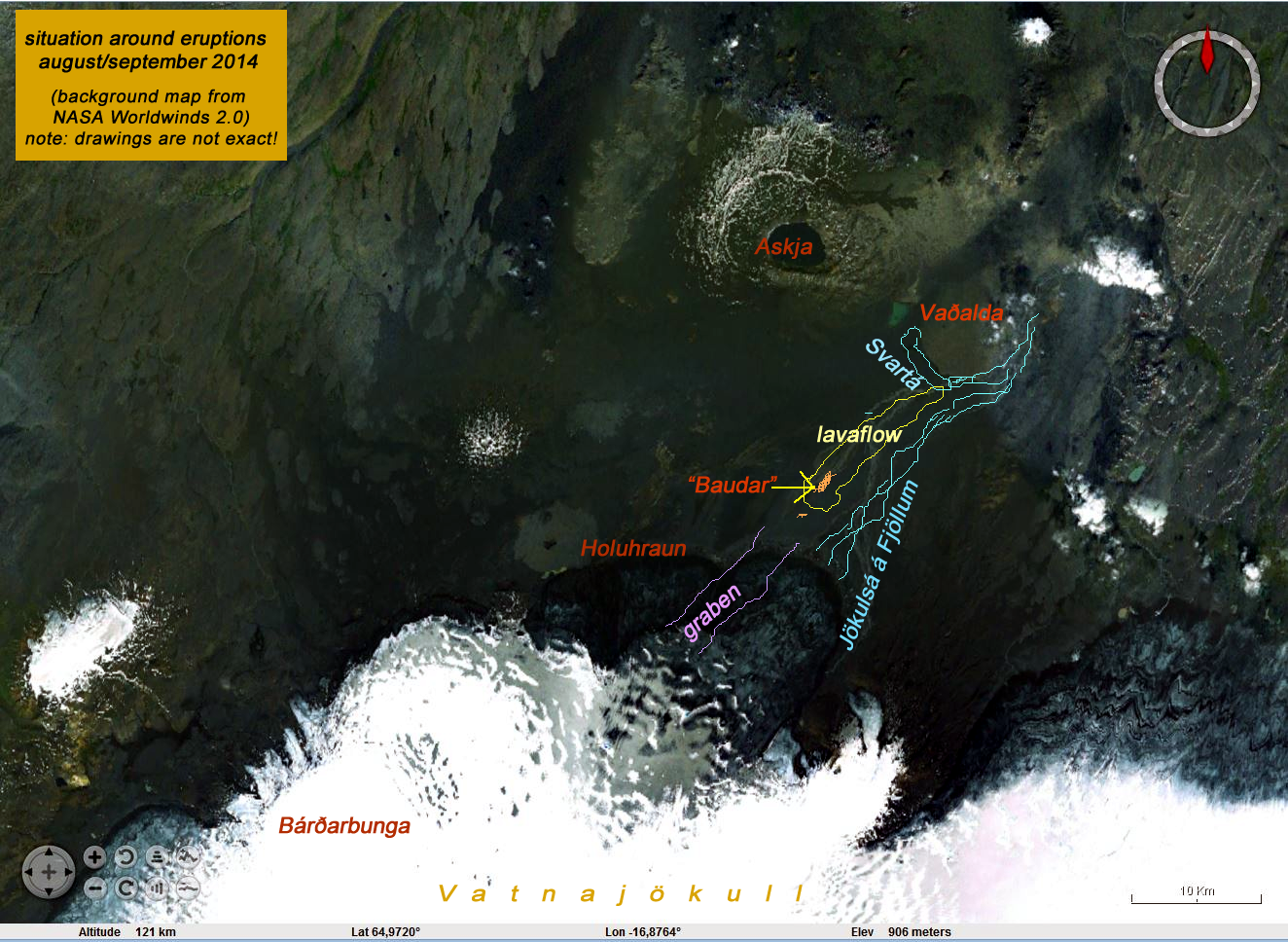
Schets van het Holuhraun-lavaveld en de Bárđarbunga
(gebaseerd op NASA Worldwinds 2.0 plaatje, d.d. 20 september 2014)

### Erupties
- Op 23 augustus vond hoogstwaarschijnlijk een kleine eruptie plaats onder het ijs van de caldera van de vulkaan. Aan de oppervlakte waren enige deuken en scheurtjes te zien. Wetenschappers vermoeden, dat de onderkant van de ijslaag op die plekken wat is gesmolten, waardoor het bovenliggende ijs wat werkt. Het waterpeil van een nabijgelegen meer steeg als gevolg van smeltwater met circa 5 tot 10 meter. Op 23 augustus 2014 werd het waarschuwingsniveau verhoogd van oranje naar rood, echter, in de middag van 24 augustus werd code rood weer ingetrokken en gold code oranje.
- Op 29 augustus ontstond rond 01.00 uur op een spleetvormig eruptiekanaal ten noordoosten van de vulkaan (iets ten noorden van Dyngjujökull op zo'n 5 km afstand noordelijk buiten het met ijs bedekte deel van de gletsjer) een lava-uitstroom aan de oppervlakte,[9] waarop wederom code rood van kracht werd.[10] Het gebied rondom de vulkaan werd ontruimd.[11] Bij de kortstondige uitbarsting over een lengte van circa 1 km, die slechts enige uren duurde, kwamen echter geen grote hoeveelheden as in de atmosfeer terecht. Voor het vliegverkeer werd code rood daarom weer teruggeschaald naar oranje.[12]
- Op 31 augustus volgde een nieuwe grotere en langer aanhoudende eruptie, eveneens langs de fissuur in het lavaveld van Holuhraun, waarbij lavafonteinen tot 60 meter hoog te zien waren. Volgens getuigen in het veld was deze eruptie 10 tot 20 keer groter dan de vorige. De eruptielijn heeft een lengte van ongeveen 1,6 km. Ook nu werd enige uren code rood afgegeven voor het vliegverkeer, maar daarna werd weer teruggeschaald naar code oranje, omdat er vrijwel geen as vrijkwam. Wel was veel gas en stoom te zien, vanwege de relatief hoge gehaltes aan water in de bodem. De seismische activiteit in het gebied houdt nog steeds aan, waarbij ook onder de vulkaan zelf grotere aardschokken plaatsvinden.[13] Metingen met GPS-stations tonen aan dat er divergentie in het gebied optreedt: de westelijke en oostelijke zijdes van de fissuur bewegen langzaam van elkaar af.[14] Een gebied van ruim 10 km²[15] rond de actieve fissuur wordt bedekt met nieuwe lava, die met een snelheid van circa 0,5 m per minuut in volumes van circa 100 tot 150 m³/s traag uitstroomt over de vlaktes.
- Op 2 september 2014 om 16.00u was er sinds aanvang van de erupties in totaal ongeveer 20-30 miljoen m³ lava uitgestoten. Metingen van de lucht tonen aan dat grote hoeveelheden zwaveldioxide (SO2) vrijkomen, waardoor onderzoekers die nabij de erupties werken gasmaskers moeten dragen. De erupties houden nog steeds aan en lijken sterk op de bekende Krafla-erupties die plaatsvonden tussen 1975 en 1984. Echter, in dit geval is de lava-uitstroom vele malen groter.[16][17]
- Op 3 september analyseerden wetenschappers luchtfoto's en zagen dat er een rift is ontstaan langs de breuklijn van ongeveer 8 tot 11 km lang en 1 km breed. Deze rift loopt door tot onder het ijs van de gletsjer ten zuiden van de eruptieplek en is te zien in de gletsjerrand zelf. Gevreesd wordt dat, indien ook onder het ijs van de gletsjer erupties uitbreken op de nieuwe riftlijn, of boven de caldera van de vulkaan zelf, dit tot explosieve situaties met asvorming kan leiden, alsook het ontstaan van grote smeltwaterhoeveelheden, die dan op hun beurt tot overstromingen in het gebied kunnen leiden.[18] Uit voorzorg moesten de onderzoekers het gebied nabij de actieve fissuur op 3 september verlaten. Op 4 september was de situatie veilig genoeg om de wetenschappers weer toe te laten in het gebied. Inmiddels is in totaal circa 40 miljoen m³ lava over de Holuhraun verspreid.[19]

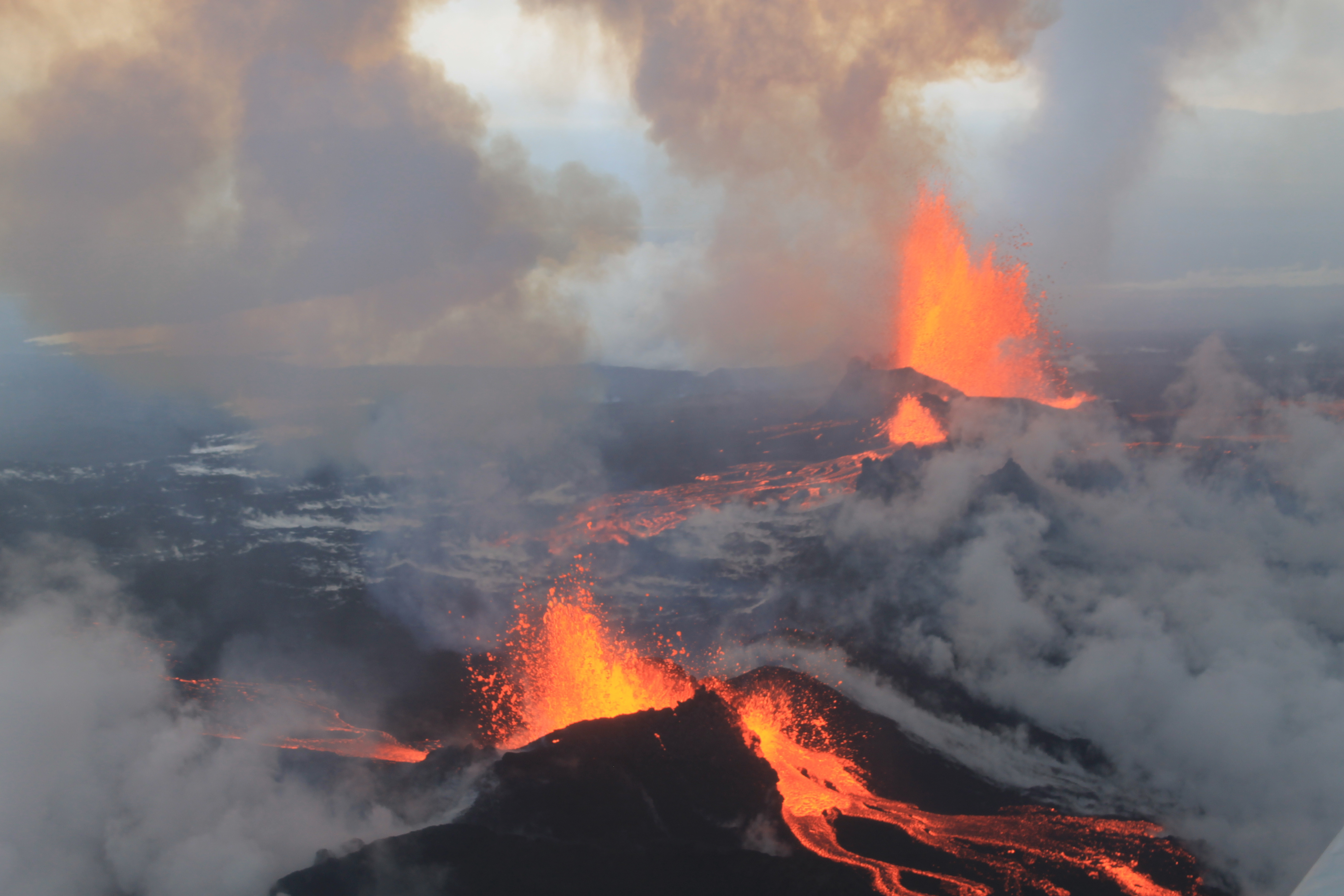
Foto van de uitbarsting, genomen op 4 september 2014

- Op 5 september ontstonden in de ochtend twee nieuwe kleinere eruptie, ongeveer 1,5 km ten zuiden van de nog steeds aanhoudende erupties van 29 augustus. Deze nieuwe eruptie van circa 700 m lengte ligt op een breuklijn op 2 km afstand van de rand van de ijsgletsjer Dyngjujökull, op de rift die rond 3 september werd gevormd. Gevreesd wordt dat de erupties zich verder zullen uitbreiden tot onder het gletsjerijs, hetgeen explosievere erupties tot gevolg kan hebben. Op de rand van de vulkaan Bárðarbunga zelf vinden onder het gletsjerijs op een diepte van circa 3 tot 10 km nog vrijwel dagelijks aardbevingen plaats met een magnitude tot boven M 5.[20][21] Het ijs boven de caldera van de berg zelf is in het midden sinds 16 augustus 15 m verzakt, zo bleek uit radarmetingen. Waarschijnlijk is een totaalvolume van 0,25 km³ aan magma uit de magmakamer onder de berg weggestroomd in de richting van de nieuwe rifts.[22]
- Op 6 september leek de kleinere van de twee nieuwe erupties van 5 september gestopt te zijn. De lavastroom uit de grote hoofderuptie die sinds 31 augustus bezig is, houdt aan en heeft inmiddels een uitstroomlengte van 10 km in oostnoordoostelijke richting bereikt en nadert de rivier Jökulsá á Fjöllum op enige honderden meters. In surveillancevluchten is een brede indeuking geconstateerd in het ijs van de Dyngujökull-gletsjer, op een afstand van 10 km van de rand van de gletsjer. Een andere indeuking ligt 6 km van de gletsjerrand en is 35 m diep. Men vermoedt dat er onder het gletsjerijs enige lichte erupties hebben plaatsgevonden. Het aantal aardbevingen in het gebied nemen af, omdat de lavastroom nu ongehinderd zijn pad naar de eruptieplek kan vinden. Wel vinden in de Bárðarbungavulkaan zelf nog dagelijks stevige aardbevingen plaats.[23]
- Op 7 september 2014 bereikt de lavastroom van de grote eruptie de oever van de westelijke tak van de rivier Jökulsá á Fjöllum. De lavastroom is ruim 1 km breed en circa 12 km lang. Een gebied van ca. 16 km² is nu bedekt met lava uit de eruptie.[24] De lava stroomt met een snelheid van ongeveer 100–200 m³/s uit de fissuur en verplaatst zich met een snelheid van rond de 40-80 meter per uur.[25] Sinds 16 augustus 2014 zijn er in de caldera van de vulkaan zelf ongeveer 15 aardbevingen gemeten met een kracht > M5, vermoedelijk ontstaan door deflatie van de magmakamer van de vulkaan.
- Op 8 september 2014 blijkt uit metingen dat de caldera van de vulkaan met circa 90 cm per dag daalt. Dit gaat gepaard met nog steeds welhaast dagelijkse aardschokken tot M5 in de vulkaan zelf.[26] Op de top van de vulkaan zijn nieuwe GPS-instrumenten geplaatst om verplaatsingen nauwkeuriger in kaart te kunnen brengen. De eruptie op het lavaveld is inmiddels 19 km² groot en de lavastroom in oostnoordoostelijke richting dreigt een dam op te werpen in de rivier. De luchtkwaliteit rond het gebied is slecht vanwege hoge concentraties zwaveldioxide die bij de eruptie vrijkomen. De lavauitstroomhoeveelheden blijven nagenoeg constant, de seismische activiteit rond de fissuur in totaal neemt iets af.[27]
- Op 9 september is het lavaveld circa 16 km lang en het beslaat een oppervlakte van circa 20 km². Inmiddels is de hoeveelheid lava die in de eruptie is uitgestroomd groter dan bij welke vulkaanuitbarsting sinds de 19e eeuw dan ook. Het vrijgekomen zwaveldioxide is tot in Noorwegen te ruiken. Een blauwe waas van dit gas is op het hele eiland waargenomen. In sommige dorpen wordt aangeraden binnen te blijven en ramen en deuren gesloten te houden.[28] De situatie onder de caldera van de vulkaan Bárðarbunga zelf baart wetenschappers grote zorgen: er zijn dagelijks zware aardbevingen tot 5,5 M onder het ijs in de rand van de caldera. Het ijsniveau op de top van de berg is reeds 20 m gezakt en zakt dagelijks circa 90 cm verder. Onduidelijk is wat daaronder precies aan de hand is.
- Op 13 september is in de fissuur waar de grootste eruptie plaatsvindt inmiddels een krater uit lava opgeworpen van meer dan 70 m hoog. De eruptie heeft nog steeds dezelfde kracht, al nemen de aardbevingen onder de eruptie af in kracht en aantal. Een gebied van ongeveer 25 km² ten noordoosten van de eruptie is inmiddels met een laag lava van circa 10 m dik bedekt, en de lavastroom heeft de westelijke tak van de rivier Jökulsá á Fjöllum afgesloten. Er dreigt ook aan de noordoostelijke kant van het lavaveld een dam te ontstaan, alsmede in de rivier de Svartá die langs de berg Vađalda stroomt. In totaal is sinds begin van de erupties ongeveer 200 miljoen m³ lava uitgestoten. De caldera van de Bárðarbunga is inmiddels 21 m gezakt en er zijn scheuren aan de bovenzijde waargenomen in de gletsjer. Er vinden nog steeds forse aardbevingen plaats onder het ijs. In noordoostelijk en oostelijk IJsland zijn de zwaveldioxidewaarden gevaarlijk hoog geworden. De IJslandse meteorologische dienst heeft bewoners in Reyðarfirði geadviseerd binnen te blijven, en de overheid is in staat van paraatheid gebracht, mocht het tot een grote uitbarsting gaan komen.[29][30]
- Op 20 september gaan de erupties nog steeds met gelijkblijvende energie voort. Een zwerm kleinere aardbevingen concentreert zich onder de fissuur, met een sterkte van maximaal M2, op een diepte tussen de 5 en 15 km. De samenstelling van de uitgestoten verse lava is wat veranderd en doet vermoeden dat deze nu rechtstreeks uit de mantel zelf komt en niet uit een magmareservoir van de Bárðarbungavulkaan. Alleen de middelste krater, die door de wetenschappers  Baugur is genoemd, is nog erg actief en heeft inmiddels een hoogte van circa 100 m boven het originele plateau gekregen. Vanuit deze krater stromen lavarivieren naar met name het noordoosten. Onder de Bárðarbungacaldera zelf vinden dagelijks grotere aardbevingen plaats met een kracht tot boven M5, tussen de 0 en 10 km diepte. De caldera van de Bárðarbunga zakt nu dagelijks circa 50 cm volgens GPS-metingen. De luchtkwaliteit wordt nauwlettend in de gaten gehouden wegens de hoge concentraties zwaveldioxide. Gedurende de afgelopen dagen tonen GPS-instrumenten afwijkende bewegingen in de aardkorst, die er op kunnen duiden dat er veranderingen plaatsvinden in de magmastromen onder het gebied. Vanaf 16 augustus zijn er circa 25.000 aardbevingen automatisch geregistreerd, hetgeen in vergelijking met het jaargemiddelde voor heel IJsland van 10.000 per jaar uitzonderlijk hoog is.[31][32]
- Op 21 september is het nieuwe met lava bedekte gebied inmiddels 37 km² groot. In de buurt van de eruptie zijn dode vogels gevonden. Er is nog steeds een hoge zwaveldioxide-uitstoot vanuit de nieuwe krater (90%) en vanuit het lavaveld (10%).[33]
- Op 10 oktober is het lavaveld uitgebreid naar het oosten en noorden, en beslaat inmiddels ruim 50 km² oppervlakte. De uitgestoten lavahoeveelheid wordt geschat op ongeveer 1 km³. Er is nog 1 hoofdkrater (Baugur) actief, waarvandaan lavarivieren zich over kilometers lengte verspreiden. De meeste seismische activiteit vindt plaats onder de Bárðarbungavulkaan zelf en nauwelijks meer onder de eruptie in Holuhraun. De caldera van de vulkaan is inmiddels in totaal gedaald met circa 30 m sinds medio augustus 2014 en daalt nog steeds met gemiddeld 40 tot 50 cm per dag. De erupties in Holuhraun gaan met gelijke intensiteit door; er ontsnapt circa 300 m³ lava per seconde. De zwaveldioxide die bij de eruptie vrijkomt zorgt voor overlast in diverse plekken in IJsland.
- Op 16 oktober maakte het KNMI bekend dat eind september verhoogde concentraties zwaveldioxide ook in Nederland zijn gemeten.[34]. Inmiddels is het lavaveld ongeveer 60 km² groot. De eruptie in Holuhraun gaat onverminderd voort. De aardbevingsactiviteit concentreert zich onder de caldera van Bárðarbunga zelf. Omdat het weer slecht is en er veel gassen vrijkomen in het gebied zijn er weinig momenten dat de webcams in het gebied die de eruptie monitoren zinnige visuele informatie geven. Een GPS-station dat op de gletsjer boven de caldera is geplaatst geeft aan dat de daling van de caldera nog steeds voortgaat met ongeveer 30–40 cm per dag.
- Op 9 november maakt het IMO (het IJslands Meteorologisch Instituut) bekend dat het lavaveld een grootte heeft bereikt van 70 km². De eruptie houdt onverminderd aan, evenals de daling van de caldera en de aardbevingen onder de vulkaan zelf. De luchtvervuiling door de gassen van de eruptie is ook een aanhoudend probleem.[35]
- Op 3 december is aldus de IMO het totale oppervlak van het lavaveld op Holuhraun meer dan 76 km² en de erupties gaan nog steeds voort, al lijkt er een lichte daling van activiteit te zijn. De GPS die de daling van de caldera van de Bárðarbunga meet is uitgevallen, maar radarmetingen gemaakt tijdens vluchten over het gebied geven een daling van ongeveer 50 m aan van de komvormige calderaoppervlakte sinds aanvang van de gebeurtenissen. Nog bijna dagelijks vinden er vele aardbevingen onder het gebied plaats die in magnitude tot M5,4 kunnen oplopen.[36]
- Op 20 januari 2015 is het totale oppervlak van het lavaveld op Holuhraun gegroeid tot ongeveer 85 km². De mate van activiteit van de vulkaan blijft ongeveer hetzelfde. Dagelijks vinden nog aardbevingen onder het gebied plaats. De daling van de caldera van de Bárðarbunga neemt af en bedraagt ongeveer 10 tot 15 centimeter per dag. Ook de daling van de noordelijke Vatnajokull-gletscher gaat door, maar de mate waarin neemt af. De luchtkwaliteit blijft een probleem. Dit komt door de uitstoot van grote hoeveelheden zwaveldioxide.[37][38]
- In de hierop volgende periode namen de erupties en aardbevingen geleidelijk af. Eind februari 2015 zijn de erupties vrijwel gestopt en is een groot deel van het lavameer in de nieuwe krater in Holuhraun gestold. De inzakking van de caldera van Bárðarbunga lijkt ook tot stilstand te zijn gekomen. Ook de aardbevingsactiviteit is minder heftig, en er vinden slechts kleine aardbevingen plaats met een afnemende kracht. Het lavaveld in Holuhraun lijkt niet verder te groeien en is ongeveer 85 km² groot.[39]
- Begin maart lijkt deze uitbarsting wat betreft de uitstoot van lava voorbij te zijn. Voor het eerst sinds de uitbraak gloeit de vulkaan niet meer. Wel worden er nog aanzienlijke hoeveelheden zwaveldioxide uitgestoten. De kans op een vervolguitbarsting in de nabije toekomst wordt vrij groot geacht omdat er vlak onder het aardoppervlakte nog aanzienlijke hoeveelheden magma bevinden. Men vermoedt echter dat een eventuele nieuwe uitbraak op een andere locatie zal plaatsvinden.[40]

#### Nieuwe benamingen van kraters en lavaveld
De wetenschappers die zich bezighouden met de erupties hebben voor de door de grote eruptie ontstane nieuw gevormde kraters in Holuhraun officieuze werknamen vastgesteld: Norðri (noord), Baugur (boog, kring, middelste) en Suðri (zuid). De plek waar op 5 september een korte eruptie plaatsvond ("nýja gossprungan" ofwel nieuwe eruptie) heeft nog geen naam. Baugur is momenteel de enige actieve krater en daar vinden nog steeds erupties plaats die soms een hoogte bereiken van over de 250 m.
Het nieuw gevormde lavaveld dat 100 dagen na aanvang van de erupties op 9 december 2014 ruim 76 km² groot is, wordt door de wetenschappers aangeduid met de naam Nornahraun, omdat er bij de nieuwe lavavelden ook vondsten van zeer dun, draadvormig, haarachtig lava zijn gedaan; een Norn was een mythisch wezen, dat vaak afgebeeld wordt als een godheid die het 'web van het leven spint'.

#### Mogelijke oorzaak van de erupties
- Theorie 1: Door de flanken van de vulkaan zou magma uit de magmakamer onder de Bárðarbunga vanaf ongeveer 16 augustus 2014 een uitweg hebben gezocht, hetgeen gepaard ging met grote aantallen aardbevingen van M1 tot ruim M5. Een magmaspleet (dike) slaagde erin zich vanuit de centrale magmakamer aan de oostzijde door de subglaciale kraterwand te persen op een diepte van meer dan 5 km. Deze dike groeide ondergronds in noordoostelijke richting, tot vlak bij een naburige vulkaan, de Askja, en veroorzaakte op zijn pad ook vele kleinere aardbevingen. Na 40 km bleek deze magmaspleet tot 'stilstand' te komen. Daarbij zocht het vloeibare magma een weg omhoog richting aardoppervlak, wat uiteindelijk resulteerde in de kleine mafische lava-erupties in de nacht van 28 op 29 augustus en de wat grotere in de ochtend van 31 augustus.
- Theorie 2: Een chemische analyse van magma van de tweede eruptie (29 augustus 2014) suggereert dat het hier geen magma uit de magmakamer van de Bárðarbungavulkaan zelf betreft, maar 'vers' magma dat rechtstreeks vanuit de bodem omhoog wordt gestuwd, door het uiteendrijven van de tectonische platen. Dit magma is namelijk relatief rijk aan aluminium.[42]

### Vervolgscenario's
Geologen houden rekening met drie hoofdscenario's over het verdere verloop van de vulkanische en seismische activiteiten die in augustus plotseling significant toenamen.
- De seismische activiteit neemt geleidelijk weer af, en het vulkaanstelsel komt weer tot rust;
- De dikes blijven zich vullen en uitbreiden, met als gevolg mogelijke nieuwe beperkte of grotere erupties en aardschokken buiten de vulkaan op de zwakke punten van dike (hetzij op/onder de lavavlakte ten noorden van de gletsjer, hetzij onder de gletsjer)
- De vulkaan zelf kan een grote uitbarsting gaan vertonen, waardoor magma mogelijk door de gletsjer zou kunnen breken of waarbij mogelijk onder de gletsjer water zou kunnen smelten, dat op zijn beurt tot overstromingen zou kunnen leiden.

Afhankelijk van de omvang van toekomstige erupties zijn er modellen opgesteld om voorbereid te zijn op mogelijke gevolgen ter plaatse en voor het vliegverkeer.